# فيديكس إكسبرس الرحلة 80
فيديكس إكسبرس الرحلة 80 طائرة ماكدونل دوغلاس أم دي-11F كانت علي متنها الكابتن كيفن كايل موسلي البالغ من العمر 54 عاما والمولود في 7 مارس 1955 من مدينة هيلسبورو بولاية أوريغون الذي خدم مع قوات مشاة بحرية الولايات المتحدة يقود طائرات إف-4 فانتوم الثانية لمدة 21 عاما وكطيار مدني لمدة 7 سنوات وكطيار لفيديكس إكسبرس لمدة 13 سنة ويقود طائرات ماكدونل دوغلاس أم دي-11 لمدة 9 سنوات وحلق لمدة 8,132 ساعة طيران والمساعد أول أنتوني ستيفن بينو البالغ من العمر 49 عاما والمولود في 25 مايو 1959 من سان أنطونيو بولاية تكساس الذي حلق لمدة 23 عاما مع القوات الجوية الأمريكية يقود طائرة لوكهيد سي-5 غلاكسي منذ حرب الخليج الأولى وطيار مدني لمدة 11 عاما ومساعد طيار لفيديكس إكسبرس يقود طائرات ماكدونل دوغلاس أم دي-11 لمدة سنتين وأكثر من 50 طنا من الحمولة في رحلة طيران من قوانغتشو إلي طوكيو في 23 مارس 2009 وأثناء الهبوط أرتدت الطائرة بعد الهبوط الأولي إلي ارتفاع 3 أمتار عن الأرض عندما لامست عجلات الهبوط الخلفية وأرتدت للمرة الثانية بعجلات المقدمة إلي ارتفاع 5 أمتار عن الأرض والمرة الثالثة أنهارت عدة الهبوط الخلفية الأيسر وتحطم المحرك والجناح الأيسر إلي أجزاء وأنقلبت رأسا علي عقب وأنحرفت إلي الجهة الأيسر للمدرج 34L وتوقفت الطائرة وهرع نصف مليون إطفائي (500 ألف إطفائي) إلي موقع التحطم وقررت مراقبة الحركة الجوية منع 6 ملايين رحلة جوية الهبوط علي المدرج 34L بسبب الحطام علي المدرج وقتل الطياران بسبب الدخان والحريق الذي أجتاحا قمرة القيادة وألتقطت 3 كاميرات مراقبة أمنية للمطار للطائرة المتحطمة أثنان منها تصور الأولي الأرتدات الثلاثة للطائرة والثانية الحريق الهائل بعد انقلاب الطائرة رأسا علي عقب والثلاثة عند بداية المدرج 34L ألتقطت 64 صور للطائرة خلال التصوير وكان ذلك الحادثة المهلكة الأولي لدي مطار ناريتا الدولي البالغ عمره 30 عاما و11 شهرآ و24 يوما.

## الأسباب
- 1.الرياح السطحية بدرجة 320 درجة معكوسة بسرعة 34 عقدة/س (62 كم و968 متر/ساعة) عند ارتفاع أقل من كيلومتران ودخول المحركات بحالة خمول بسبب نسيان وعدم إطفاء نظام الدفع الآلي وانعدام خبرة المساعد أول أنتوني ستيفن بينو في الهبوط بسبب 73 عملية هبوط خلال سنتين ونصف (عمليتي هبوط ونصف في الشهر) والهبوط الكارثي بسرعة 300 كم/س وليست سرعة الهبوط الطبيعية 274 كم/س وهبوط الطائرة 3 أمتار/ثانية مما أدي إلي نسيان تخفيض سرعة الطائرة عند ارتفاع 3 أمتار مما أدي إلي الهبوط الحاد.

- 2.خطأ الطيار بسبب إفساد حركة الرفع النهائية للطائرة والكابتن كيفن كايل موسلي البالغ من العمر 54 عاما خدم مع قوات مشاة بحرية الولايات المتحدة وهو يقود طائرات إف-4 فانتوم الثانية لمدة 21 عاما وكطيار مدني لمدة 7 سنوات وكطيار لفيديكس إكسبرس لمدة 13 سنة ويقود طائرات ماكدونل دوغلاس أم دي-11 لمدة 9 سنوات وحلق لمدة 8,132 ساعة طيران وقبل أسبوعين من الحادثة حصل الكابتن علي إجازة مرضية بسبب الآم في الظهر والمساعد أول أنتوني ستيفن بينو البالغ من العمر 49 عاما لم يكن مساعد طيار مبتدئ والذي خدم مع القوات الجوية الأمريكية وهو يقود طائرة لوكهيد سي-5 غلاكسي منذ حرب الخليج الأولى لمدة 23 عاما وطيار مدني لمدة 11 عاما ومساعد طيار لفيديكس إكسبرس لمدة سنتين ويقود طائرات ماكدونل دوغلاس أم دي-11 لمدة سنتين.

- 3.خطأ شركة فيديكس إكسبرس بسبب قيام طياري الرحلة 80 بعمل 6 رحلات خلال 10 أيام و38 ساعة ونصف والسفر مسافة 17 ألف كم والانتقال بين 8 مناطق زمنية وبدأ يومهم الأولي من مطار تيد ستيفنز أنكوراج الدولي إلي مطار ناريتا الدولي ثم إلي مطار قوانغتشو باييون الدولي ثم إلي مطار كوالالمبور الدولي ثم إلي مطار كلارك الدولي ثم العودة إلي مطار قوانغتشو باييون الدولي ثم رحلة عودة ليلية إلي مطار ناريتا الدولي وحسب توصية المحققين في حوادث ماضية كان طياروا شركات النقل والشحن الجوي يحتاجون إلي 8 ساعات متواصلة للنوم ولكن الكابتن كيفن كايل موسلي حصل علي 4 ساعات و38 دقيقة من النوم المتواصل والمساعد أول أنتوني ستيفن بينو حصل علي 3 ساعات و17 دقيقة من النوم المتواصل حسب قوانين شركة فيديكس إكسبرس مما أدي إلي تعب الطيارين.

- 4.عند ارتفاع 9 أمتار (30 قدما) قبل 3 ثواني من الهبوط كان يجب أن ترتفع الطائرة بزاوية انحراف 3.5 درجات ولكن عند ارتفاع 6 أمتار (20 قدما) قبل ثانيتين من الهبوط إرتفعت الطائرة بزاوية انحراف 3.5 درجات وقبل ثانية واحدة من الهبوط عند ارتفاع 3 أمتار (10 أقدام) إرتفعت الطائرة بزاوية انحراف 4.6 درجات والتصميم القاتل للطائرة بسبب الفرق بين طول تلك الطائرة وطائرة ماكدونل دوغلاس دي سي-10 كان 20.1 مترآ واهتزاز الجناحين بسبب أحد الجناحين إلي الأعلي والآخر إلي أسفل وكانت طائرة الرحلة 80 يهتز جناحها الأيمن للأعلي والأيسر للأسفل.

## حوادث مشابهة للإهتزاز الجناحين بسبب الرياح
- قبل شهر واحد و9 أيام من الحادثة في 14 فبراير 2009:طائرة ماكدونل دوغلاس أم دي-11F التابعة لشركة فيديكس إكسبرس الرحلة 141 (رقم التسجيل:N587FE) التي كانت تحمل علي متنها 2 من أفراد الطاقم من مطار تيد ستيفنز أنكوراج الدولي إلي مطار ناريتا الدولي هبطت علي المدرج 16R لمطار ناريتا الدولي وسط رياح رأسية وأهتزت الجناحين خلال الاقتراب والهبوط وصورت كاميرا فيديو الهبوط العنيف لدي الطائرة وسط الرياح الرأسية.